# Richard Armitage (Schauspieler)

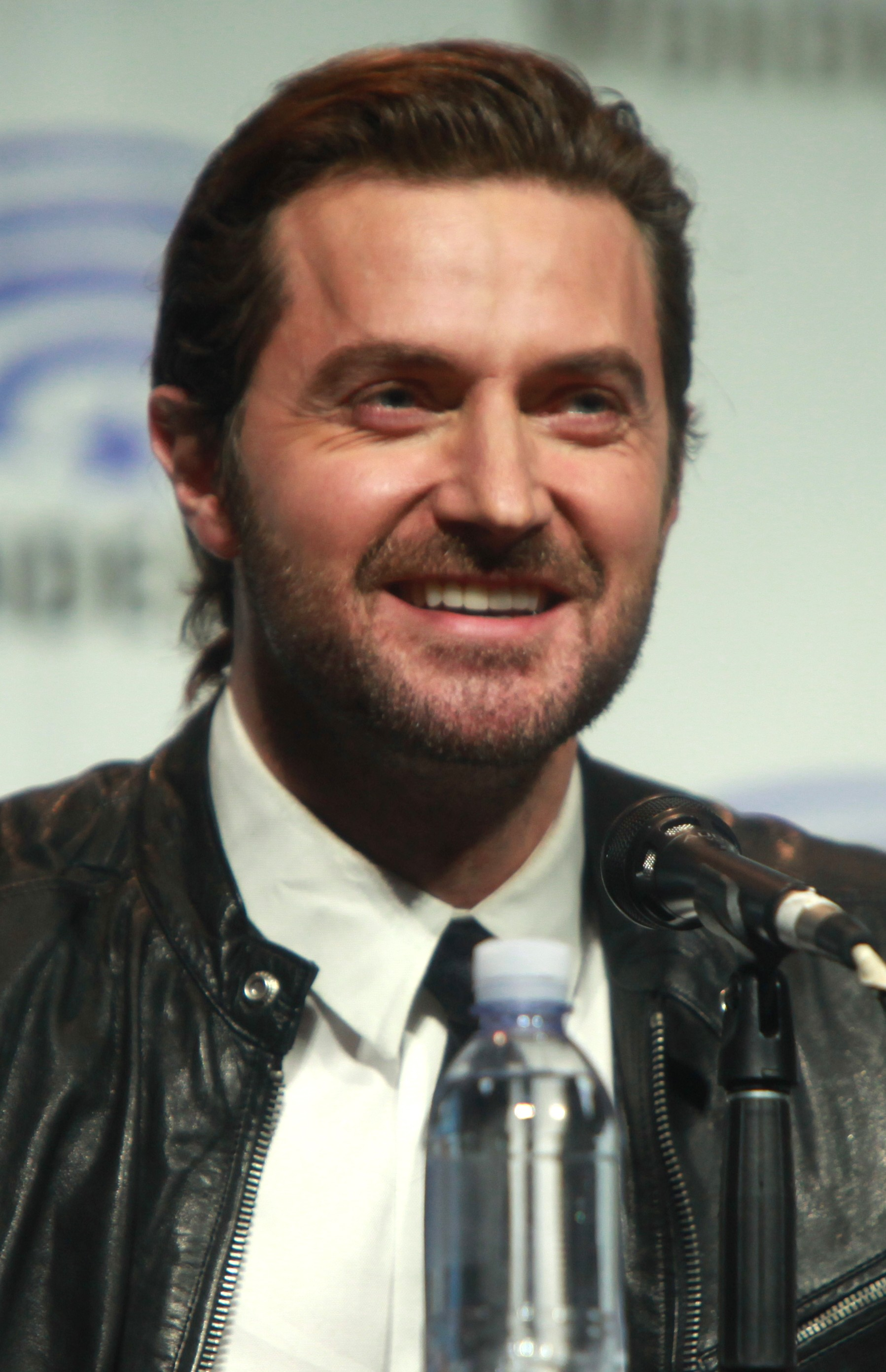
Richard Armitage, 2014

Richard Crispin Armitage (* 22. August 1971 in Leicester) ist ein britischer Theater-, Fernseh- und Filmschauspieler. Einem größeren Publikum bekannt wurde er 2004 durch seine Darstellung des John Thornton in der Verfilmung des Romans North and South von Elizabeth Gaskell. 
Über mehrere Jahre wirkte er in den BBC-Fernsehserien Robin Hood und Spooks – Im Visier des MI5 mit. Außerdem spielte er den Zwerg Thorin Eichenschild in Peter Jacksons dreiteiliger Filmadaption des Fantasyromans Der Hobbit.

## Leben und Karriere
Richard Armitage wuchs im englischen Leicestershire auf. In seiner Jugend war er musikalisch aktiv; unter anderem spielte er Cello und Flöte in der Schule und in regionalen Orchestern. Mit 14 Jahren besuchte er das Pattison College, eine Privatschule in Coventry, spezialisiert auf darstellende Künste. Seinen Schulabschluss dort machte er mit A-Levels in Englisch und Musik. Danach ging er für sechs Wochen nach Budapest und arbeitete dort in einem Zirkus, um eine Mitgliedskarte der Schauspielergewerkschaft zu erlangen.
Nach seiner Rückkehr nach England arbeitete Armitage zunächst als Assistant Choreographer und in Musicals wie Cats, 42nd Street und Annie Get Your Gun. Diese Rollen brachten ihm genug Geld ein, um einen dreijährigen Kurs an der London Academy of Music and Dramatic Art (LAMDA) zu belegen.
Während seiner Zeit auf der LAMDA bekam Armitage eine erste Minirolle als Naboo-Soldat in George Lucas Science-Fiction-Epos Star Wars: Episode I – Die dunkle Bedrohung. Nach seinem Abschluss 1998 und einer kurzen Zeit am Theater hatte er eine kleine Rolle im Film Lover oder Loser neben Douglas Henshall und Jennifer Ehle, ebenso in Cleopatra mit Timothy Dalton und Billy Zane. Weitere Theaterrollen folgten sowie eine 18-monatige Tournee mit der Royal Shakespeare Company, während der er den Angus in Macbeth spielte.
Anschließend begann seine Fernsehkarriere, zuerst mit seinem Auftritt in zwei Folgen von Doctors als Dr. Tom Steele, danach als Craig in einer Episode von Casualty. Doch erst 2002 bekam Armitage seine erste große TV-Rolle als John Standring in Sally Wainwrights Sparkhouse, einer modernen Darstellung von Sturmhöhe. 2003 trat Richard Armitage in drei ITV-Dramen auf, zuerst als Lee in der 5. Staffel von Cold Feet, dann in der zweiten Staffel von Ultimate Force als Captain Ian MacAlwain und schließlich spielte er neben Julie Graham und Alun Armstrong in Kay Mellors Between the Sheets die Rolle des Paul Andrews.
Dann bekam Armitage die Rolle, die seine Karriere einen großen Schritt nach vorne brachte: Die Darstellung des Baumwollfabrikanten John Thornton in Elizabeth Gaskells North and South. Seine Darstellung wurde sowohl von Kritikern als auch von Fans gelobt.
Neben seiner Rolle als Steve im britischen Film  Frozen von 2005 hatte er ebenfalls Gastrollen im BBC-Drama Inspector Lynley und im ITV-Drama Malice Aforethought.
2005 spielte er die Hauptrolle des Dr. Alec Track im ITV-Krankenhausdrama The Golden Hour. Die Serie wurde jedoch nicht um eine zweite Staffel verlängert. Es folgte eine Rolle als Peter Macduff in BBCs ShakespeaRe-Told neben James McAvoy und Keeley Hawes. 2006 bekam er die Hauptrolle des Claude Monet im BBC-Dreiteiler The Impressionists. Es folgte die Rolle des bösen Sir Guy of Gisborne in einer neuen Adaption von Robin Hood. Armitage nahm vier Hörbücher auf, die die ersten vier Episoden der ersten Staffel von Robin Hood nacherzählen.

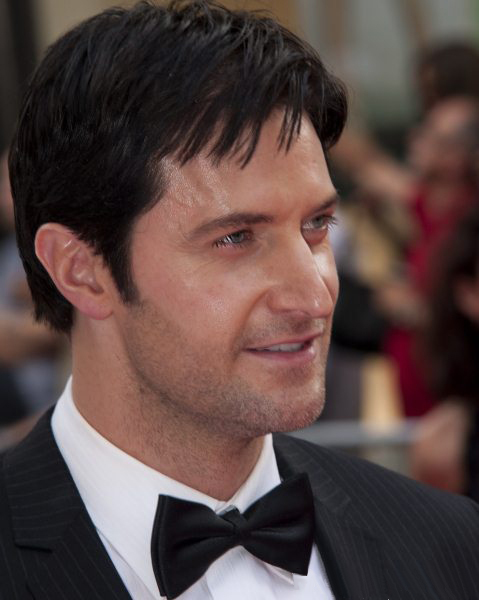
Richard Armitage, 2010

Armitages Popularität nahm nach seinem Auftritt im zweiteiligen Weihnachtsspecial von The Vicar of Dibley im Jahr 2006 zu. Das Stück, in dem er die Rolle des Harry Kennedy spielte, zog mehr Fernsehzuschauer an als irgendeine andere Sendung zu dieser Zeit.
2007 war Armitage damit beschäftigt, die Dramen George Gently für BBC One, Marie Lloyd für BBC Four und Agatha Christie’s Marple Tödlicher Irrtum für ITV zu drehen. Er kehrte im Sommer für sechs Monate nach Budapest zurück, um als Sir Guy of Gisborne die zweite Staffel von Robin Hood zu drehen.
Anfang 2008 wurde bestätigt, dass Armitage eine Rolle in der erfolgreichen BBC-One-Serie Spooks – Im Visier des MI5 bekommen hatte. Die Dreharbeiten für die 7. Staffel fanden in und um London und auch in Moskau statt. Für die Rolle des Lucas North verlor der Schauspieler einiges an Gewicht, um die Rolle glaubhafter darzustellen. Die Serie wurde von Kritikern gelobt und für den BAFTA Award als „Bestes Drama“ nominiert.
2009 folgten zunächst einige Hörbücher, ehe Armitage im März erneut für die dritte und letzte Staffel von Robin Hood in die Rolle des Sir Guy of Gisborne schlüpfte. Im Mai 2009 spielte er im BBC-One-Drama Moving On mit; im Sommer des Jahres wurde die 8. Staffel von Spooks – Im Visier des MI5 gedreht. In dem im August 2011 erschienenen Marvel-Comicfilm Captain America: The First Avenger bekam Armitage die Nebenrolle des Hydra-Spions Heinz Kruger.
Armitage nahm 2010 für die 9. Staffel von Spooks – Im Visier des MI5 seine Rolle als Lucas North letztmals auf. 2010 spielte er außerdem die Rolle des ehemaligen SAS-Soldaten John Porter in Strike Back. Eine weitere Staffel der Serie wurde im Frühjahr 2011 in Südafrika gedreht. Armitage spielte allerdings nur eine Nebenrolle, da er sich zum Zeitpunkt der Dreharbeiten bereits in Neuseeland befand, um die Rolle des Zwerges Thorin Eichenschild in Peter Jacksons Adaption von J.R.R. Tolkiens Roman Der Hobbit zu übernehmen. Die Dreharbeiten zu diesem dreiteiligen Film begannen im März 2011 und endeten im Juli 2012. Armitage verkörperte den Zwergenkönig in allen drei Filmen der Trilogie.
2014 spielt Armitage die Hauptrolle in dem sozialkritischen Independentfilm Urban and The Shed Crew nach den Erinnerungen von Bernard Hare, der in Leeds gedreht wurde. Der Film wurde im November 2015 beim Leeds International Film Festival uraufgeführt. Im selben Jahr wurde er zudem für die männliche Hauptrolle in dem Katastrophenfilm Storm Hunters besetzt. Im Sommer 2014 war Armitage nach über zehn Jahren Bühnenabstinenz als John Proctor in Arthur Millers The Crucible (Hexenjagd) auf die Bühne zurückgekehrt. Das Stück wurde an Londons Old Vic Theatre unter der Regie von Yaël Farber inszeniert. Armitage erhielt für seine Darstellung eine Nominierung für den Laurence Olivier Award als bester männlicher Hauptdarsteller.
2015 verkörpert er in sechs Folgen den Francis Dolarhyde in der dritten Staffel von Bryan Fullers Hannibal-Fernsehserie. 2018 übernahm Armitage außerdem eine Rolle in der von Warner Bros. und Steven Soderbergh produzierten Heist-Komödie Ocean’s 8. 2020 spielte er die Hauptrolle in der britischen Miniserie Ich schweige für dich die auf einem Kriminalroman von Harlan Coben basiert. Die 2021 veröffentlichte Netflix-Miniserie Wer einmal lügt, in der Armitage neben James Nesbitt zu sehen ist, basiert ebenfalls auf dem gleichnamigen Buch Cobens.

## Theater
- 1990–1991: 42nd Street
- 1991: My One and Only
- 1992: Mr Wonderful
- 1992: Nine
- 1992–1993: Annie Get Your Gun
- 1993–1995: Cats
- 1995: The Long and the Short and the Tall als „Mac“ Macleish
- 1995: The Real Thing als Henry
- 1995: Six Degrees Of Separation
- 1995: Tod eines Handlungsreisenden (Originaltitel: Death of a Salesman) als Biff Loman
- 1998: The Woolgatherer als Cliff
- 1998: The Real Thing als Henry
- 1998: Hamlet als Bernardo
- 1998: A Light Swell
- 1999: The Four Alice Bakers als der junge Richie Baker
- 1999: Macbeth (Royal Shakespeare Company) als Angus
- 2000: The Duchess of Malfi (Royal Shakespeare Company) als Delio
- 2002: Annie Lee
- 2010: The Third Wish als Dennis (im Rahmen der Twenty-Four Hour Plays Celebrity Gala im Old Vic Theatre in London)
- 2014: Lesung einer Pinter Drehbuchadaption von Prousts Auf der Suche nach der verlorenen Zeit (engl. Remembrance of Things Past) am 92Y Unterberg Poetry Center
- 2014: The Crucible als John Proctor. Stück von Arthur Miller unter der Leitung von Yaël Farber
- 2016: Love Love Love

## Filmografie

### Filme
- 1999: Staged (Kurzfilm)
- 1999: Cleopatra (Fernsehfilm)
- 1999: Lover oder Loser (This Year’s Love)
- 1999: Star Wars: Episode I – Die dunkle Bedrohung (Star Wars: Episode I – The Phantom Menace)
- 2005: Frozen
- 2005: Malice Aforethought (Fernsehfilm)
- 2007: Miss Marie Lloyd (Fernsehfilm)
- 2011: Captain America: The First Avenger
- 2012: Der Hobbit: Eine unerwartete Reise (The Hobbit: An Unexpected Journey)
- 2013: Der Hobbit: Smaugs Einöde (The Hobbit: The Desolation of Smaug)
- 2014: Storm Hunters (Into the Storm)
- 2014: Der Hobbit: Die Schlacht der Fünf Heere (The Hobbit: The Battle of the Five Armies)
- 2014: The Crucible
- 2015: Urban & the Shed Crew
- 2016: Alice im Wunderland: Hinter den Spiegeln (Alice Through the Looking Glass)
- 2016: Feuer im Kopf (Brain on Fire)
- 2017: Gottes Wege sind blutig (Pilgrimage)
- 2017: Schlafwandler (Sleepwalker)
- 2018: Ocean’s 8
- 2019: The Lodge
- 2019: My Zoe
- 2020: Uncle Vanya
- 2021: Space Sweepers
- 2022: Der Vatikan Code (The Man from Rome)
- 2023: The Boy in the Woods – Überleben ist alles (The Boy in the Woods)

### Fernsehserien
- 1995: Boon (Folge 7x06 Message in a Bottle)
- 2001: Casualty (Folge 16x17 Playing with Fire)
- 2001: Doctors (2 Folgen)
- 2002: Sparkhouse (3 Folgen)
- 2002, 2008–2010: Spooks – Im Visier des MI5 (Spooks, 25 Folgen)
- 2003: Cold Feet (4 Folgen)
- 2003: Ultimate Force (5 Folgen)
- 2003: Between the Sheets (6 Folgen)
- 2004: North & South (4 Folgen)
- 2005: The Golden Hour (4 Folgen)
- 2005: Inspector Lynley (The Inspector Lynley Mysteries, Folge 4x01 Und vergib uns unsere Schuld)
- 2006: The Impressionists (3 Folgen)
- 2006–2007: The Vicar of Dibley (4 Folgen)
- 2006–2009: Robin Hood (37 Folgen)
- 2007: George Gently – Der Unbestechliche (Inspector George Gently, Folge 1x01 Kalte Rache)
- 2009: Moving On (Folge 1x03 Drowning Not Waving)
- 2007: Agatha Christie’s Marple (Folge Ordeal by Innocence)
- 2010–2011: Strike Back (8 Folgen)
- 2015: Hannibal (Folgen 3x08–3x13)
- 2016–2019: Berlin Station (23 Folgen)
- 2017–2021: Castlevania (Stimme von Trevor Belmont)
- 2020: Ich schweige für dich (The Stranger, Miniserie, 8 Folgen)
- 2021: Wer einmal lügt (Stay Close, Miniserie, 8 Folgen)
- 2023: Obsession (Miniserie, 4 Folgen)
- 2024: In ewiger Schuld (Fool Me Once, Miniserie, 8 Folgen)
- 2024: Red Eye (Fernsehserie, 6 Folgen)
- 2025: Ich vermisse dich (Missing You, Fernsehserie, alle 5 Folgen)

## Sonstiges

### Auftritte in eigener Person
- 2003: RI:SE (17. November 2003)
- 2004: GMTV (12. November 2004)
- 2006: Jonathan Ross’s World of Robin Hood
- 2006: CBeebies Bedtime Hour (9. Oktober bis 13. Oktober 2006)
- 2006: National TV Awards (1. November 2006)
- 2006: BAFTA Children’s Awards (26. November 2006)
- 2007: BAFTA TV Awards (20. Mai 2007)
- 2007: GMTV (3. Oktober 2007)
- 2007: The Five Women In Film And Television Awards (7. Dezember 2007)
- 2008: This Morning (27. Oktober 2008)
- 2008: BBC One Breakfast Show (27. Oktober 2008)
- 2009: The Story of the Costume Drama (3. Dezember 2008)
- 2009: BBC Showcase (Reportage in der BBC One Breakfast Show) (25. Februar 2009)
- 2009: GMTV (25. März 2009)
- 2009: BAFTA TV Awards (26. April 2009)
- 2010: GMTV (4. Mai 2010)
- 2010: BAFTA TV Awards (6. Juni 2010)

### Audio

#### Hörbücher
- 2006: Robin Hood: Will You Tolerate This?
- 2006: Robin Hood: Sheriff Got Your Tongue?
- 2006: Robin Hood: Who Shot The Sheriff?
- 2006: Robin Hood: Parent Hood
- 2007: The Lords of the North von Bernard Cornwell
- 2009: Robin Hood: The Witch-finders
- 2009: Sylvester von Georgette Heyer
- 2009: Robin Hood: The Siege
- 2010: Venetia von Georgette Heyer
- 2010: The Convenient Marriage von Georgette Heyer
- 2014: Hamlet, Prince of Denmark: A Novel von A. J. Hartley und David Hewson
- 2015: Classic Love Poems von William Shakespeare, Edgar Allan Poe, Elizabeth Barrett Browning und anderen
- 2015: The Chimes von Charles Dickens
- 2016: David Copperfield von Charles Dickens
- 2016: Romeo and Juliet: A Novel von David Hewson

#### Sonstiges
- 2006: CBeebies: Bedtime Hour (9.–13. Oktober 2006)
- 2007: Channel 4: Empire’s Children, als Sprecher (2. Juli 2007)
- 2007: BBC Radio 4: The Ted Hughes Letters, als Ted Hughes (29. Oktober 2007)
- 2007: BBC Radio 2: A War Less Ordinary, als Sprecher (10. November 2007)
- 2009: ITV1: Homes from Hell, als Sprecher (3. März 2009)
- 2009: Channel 4: The Great Sperm Race, als Sprecher (23. März 2009)
- 2010: Hintergrundkommentator für Santander Lego Bridge Werbung
- 2010: BBC 2: The Natural World, Forest Elephants: Rumbles in the Jungle, als Sprecher
- 2010: BBC Radio 4: Clarissa: The History of a Young Lady, als Robert Lovelace (14. März 2010)
- 2010: Hintergrundkommentator für Sky Sports HD Advert (Radio- und Fernsehwerbung)
- 2010: General Election 2010 Leaders’ Debates Radio Werbung
- 2010: BBC Winter Olympics Radio Werbung
- 2010: Hintergrundkommentator für Alfa Romeo Mito Werbung
- 2010: ITV: Surgery School, als Sprecher.
- 2010: BBC Radio 3: Words and Music: Symphony of a City, als Sprecher[6]
- 2010: BBC: Land of the Tiger, als Sprecher
- 2011: Voice-over for Pilsner Urquell TV-Werbung
- 2011: Discovery Channel UK: HMS Ark Royal (Memento vom 14. Februar 2011 im Internet Archive), als Sprecher
- 2011: Eden Channel: Trouble in Lemur Land: Phantoms of the Forest, als Sprecher
- 2011: BBC2: 125 Years of Wimbledon: You Cannot Be Serious, als Sprecher
- 2011: Voice-over for LG Optimus 3D Smartphone TV-Werbung
- 2011: ITV: Fraud Squad, als Sprecher
- 2011: National Geographic Wild: Leopards of Dead Tree island, als Sprecher
- 2012: ITV: Fraud Squad, als Sprecher
- 2018: Marvel Podcast: Wolverine: The Long Night, als Logan[7]

## Auszeichnungen
- Gewann am 24. November 2014, bei Broadway World UK, eine Auszeichnung als bester Schauspieler für seine Rolle als John Proctor in Arthur Millers „The Crucible“.
- Nominierung Olivier Award als Bester Schauspieler für die Rolle des John Proctor in „The Crucible“
- Nominierung Audie Award für bester männlicher Hörbuchsprecher (Best Male Solo Narration) für „Hamlet: Prince of Denmark“